# سلم المسافات الكونية

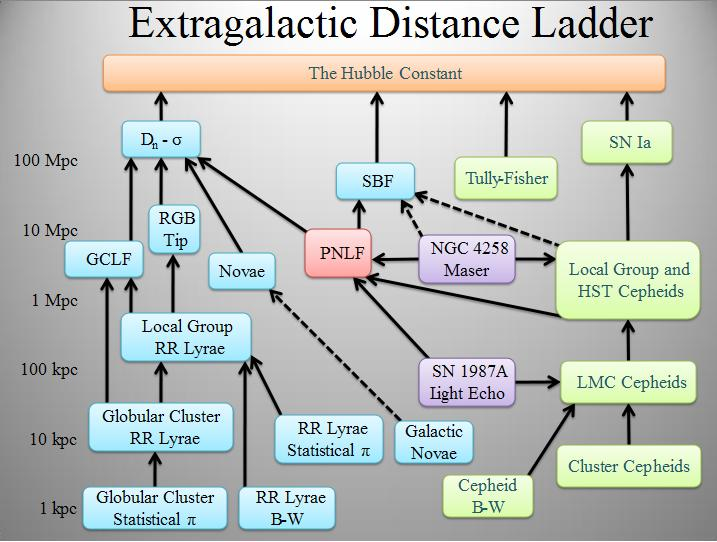
- الصناديق الخضراء: تقنية تطبق بمعرفة المتغيرات القيفاوية وتشكل وتطور المجرات.
- الصناديق الزرقاء: تقنية تطبق لتحديد معدنية المجرات.
- الصناديق الأرجوانية: تقنية القياسات الضوئية الهندسية.
- الصندوق الأحمر: تقنية دور سطوع سديم كوكبي ،و تطبق على جميع التجمعات في عنقود مجرات العذراء العظيم.
- الخطوط السوداء: خطوة سلّمية معايرة بدقة.
- الخطوط المتقطعة: خطوة سلّمية دقة معايرتها غير مؤكدة.

سلم المسافات الكونية (ويعرف أيضًا باسم مقياس المسافات خارج المجرة) هو الطرق الناجحة التي مكنت الفلكيين من تقدير مسافات الأجسام السماوية. يمكن فقط قياس المسافة المباشرة الحقيقية لأحد الأجسام الفلكية إذا كان قريبًا بقدر كاف (أقل من ألف فرسخ فلكي) إلى الأرض. تلك طريقة تعتمد على قياس زاوية تزيح نجم عند رصده شتاء مثلا ثم رصده صيفا (المسافة بين موقعي الرصد لفلك الأرض حول الشمس تبلغ نحو 300 مليون كيلومتر) .
بالنسبة إلى أجرام سماوية أبعد من نحو ألف فرسخ فلكي (نحو 3000 وحدة فلكية لا تؤتي طريقة قياس التزيح بقياسات دقيقة . لهذا يلجأ العلماء طريقة أخرى وهي تعتمد على قياس الانزياح الأحمر . في طريقة الانزياح الأحمر تستغل ظاهرة انزياح خطوط الطيف لنجم يبتعد عنا بمقدار ثابت هابل = 3و69 (كيلومتر/ثانية)/(مليون فرسخ فلكي) . وعن طريق قياس الازياح الأحمر لطيفه ومقدار سطوعه يحسب بعده عنا، وتستغل لذلك ما يسمى شمعة قياسية، ممثلة في متغير قيفاوي أو مستعر أعظم، نوع 1أ وهي أجرام سماوية لها سطوع معروف.
يستخدم السلم القياسي لأن كل درجة في السلم تقدم معلومات يمكن استخدامها لتحديد المسافات في الدرجة الأعلى التالية.

## أمثلة لأبعاد النجوم

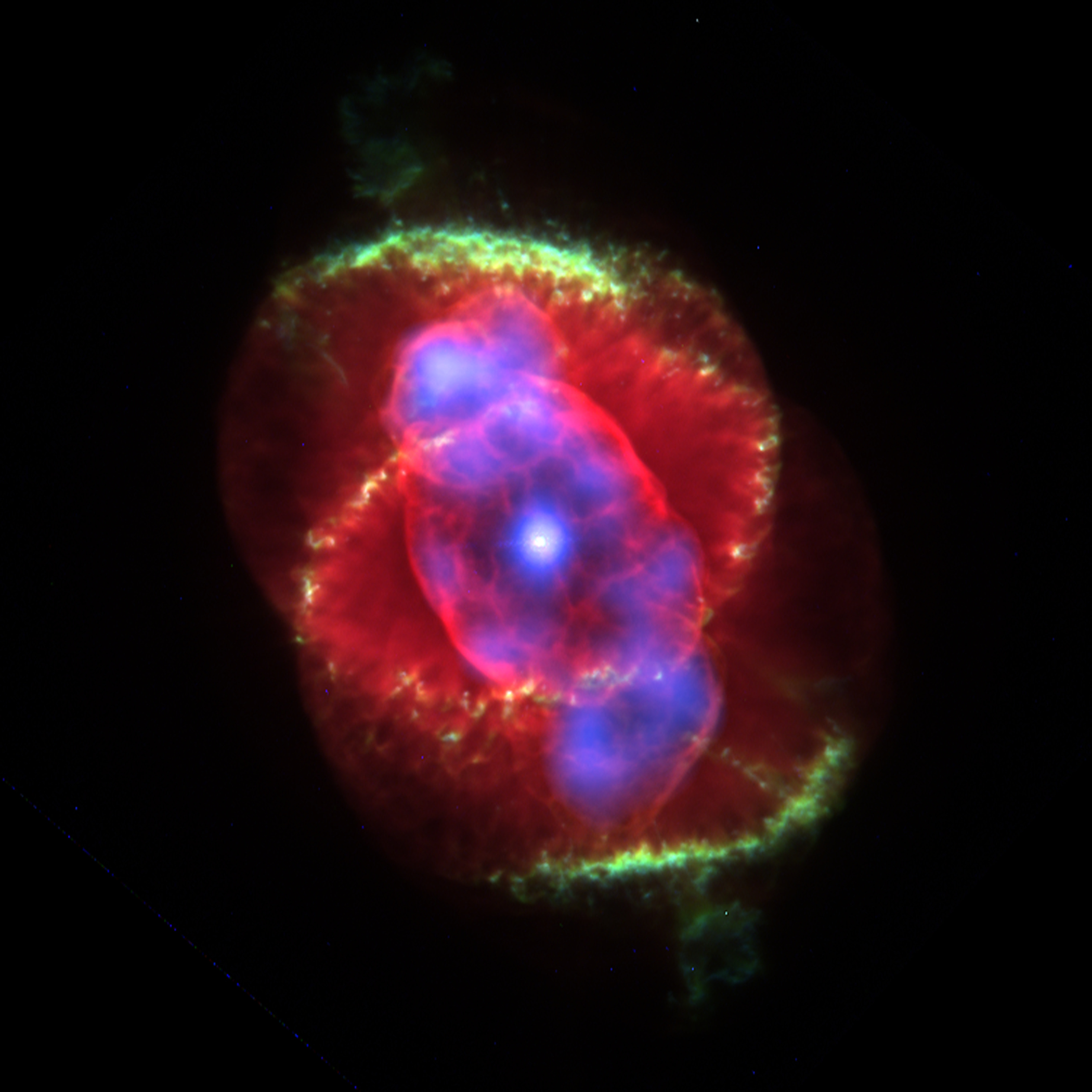
سديم عين القط ، يبعد عن الشمس نحو 3000 سنة ضوئية.

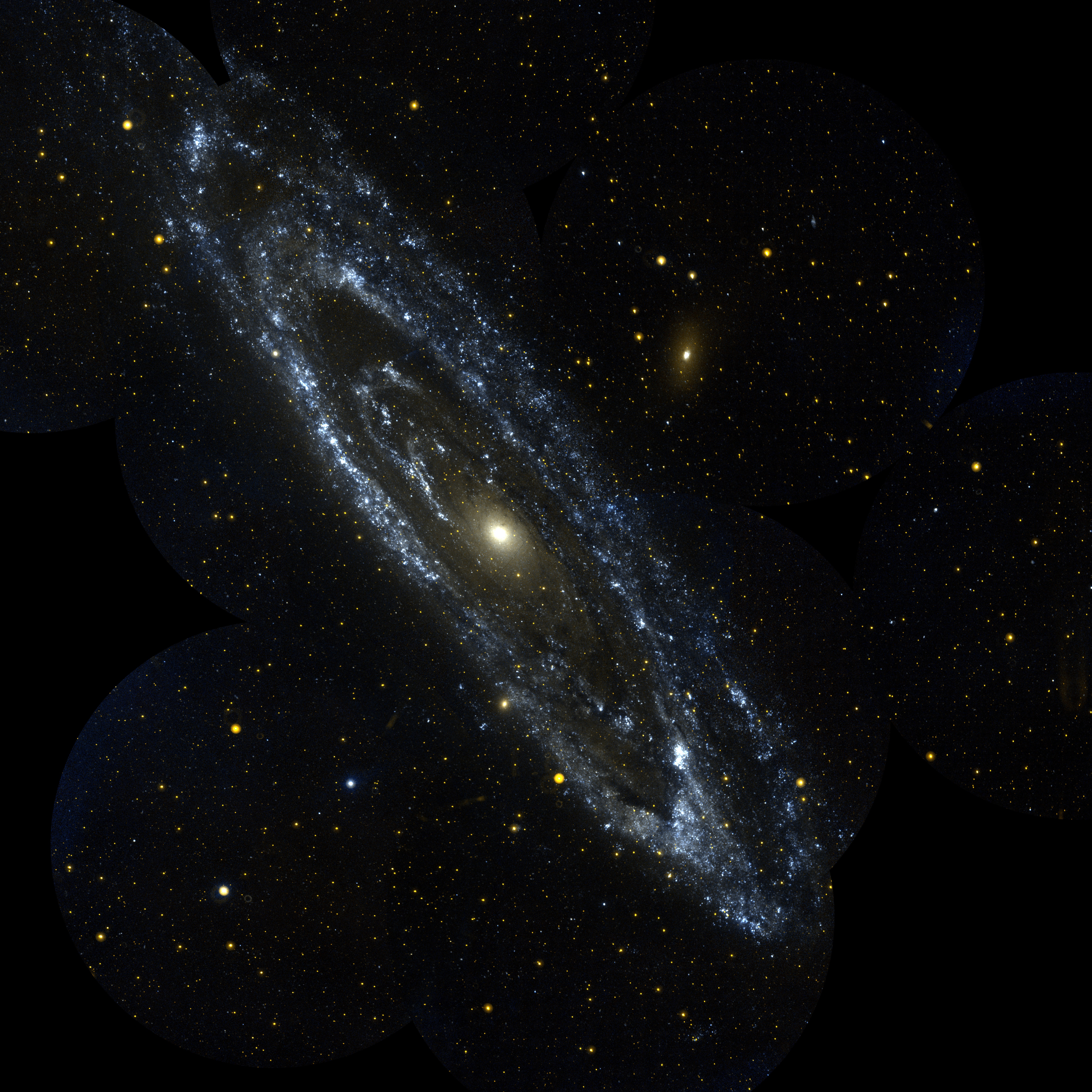
مجرة المرأة المسلسلة، النواة في الوسط والأذرع الحلزونية تشكل قرصا، وتُرى تجمعات نجمية كروية حول القرص.

- تبلغ المسافة بين الأرض والشمس نحو 150 مليون كيلومتر، يعبرها الضوء بسرعته البالغة 300.000 كيلومتر في الثانية في فترة مقدارها نحو 8 دقائق.
- تبعد الشمس عن مركز مجرة درب التبانة نحو 27.000 سنة ضوئية.
- سديم عين القط يبعد عن مجرتنا نحو 3000 سنة ضوئية، وهو يُرى في كوكبة التنين.
- نجم رجل القنطور هو ثاني أقرب نجم إلى المجموعة الشمسية، يبعد عن الأرض نحو 1,4 فرسخ فلكي Parsec أي 3و4 سنة ضوئية (أقرب نجم إلينا هو قنطور الأقرب ويبعد عنا 22و4 سنة ضوئية).
- مجرة قريبة منا المرأة المسلسلة وتبعد عنا نحو 4و2 مليون سنة ضوئية.
- أقرب مجرة راديوية NGC 5128 (أي تصدر موجات راديوية ولا تصدر ضوءا) تبعد عن الأرض نحو 8و9 مليون سنة ضوئية.
- تجمع فيرجو لمجرات العذراء (كوكبة) Virgo Cluster ،والمسمى تجمع مجرات العذراء ، وهو يحتوي على 3000 من المجرات الحلزونية ، يبعد عن الأرض بنحو 19 مليون فرسخ فلكي (أي نحو 60 مليون سنة ضوئية) . كما تبعد الهلبة (كوكبة) أو تجمع مجرات الهلبة نحو 120 مليون فرسخ فلكي (Mpc 120) أو نحو 360 مليون سنة ضوئية) .
- تبلغ المسافة التي سجلت لأبعد مجرة عنا نحو 3و13 مليار سنة ضوئية، أي أننا نرى هذه المجرة مجرة UDFj-39546284 على حالها قبل 3و13 مليار سنة، أو نراه عند نشأته بعد الانفجار العظيم بنحو 600 مليون سنة.

## حسابات
ويمكنك أن تحسب بـُعد جرم سماوي يبلغ الانزياح الأحمر لطيفه 3 .
- باستخدام الوصلة الخارجية (2) ، نضع 3 في خانة الانزياح الأحمر . فيقوم الحاسب بعملية الحساب، ونجد :

- المسافة المسايرة بيننا وبين الجرم السماوي = 7و20 مليار سنة .

- عمر الكون أنذاك = 1و2 ملية بر سنة .
مثال آخر: انزياح أحمر في مجرة = 5 
- المسافة المسايرة بيننا وبين المجرة المشاهدة = 7و25 مليار سنة ضوئية 

- عمر الكون أنذاك = 15و1 مليار سنة ضوئية.

## اقرأ أيضا
- فرسخ فلكي
- سنة ضوئية
- شكل الكون
- مقياس المسافة في الفلك
- قائمة أبعد أجرام الكون عنا
- مجرة UDFj-39546284
- قائمة أقرب النجوم إلينا
- دالة إضاءة السديم الكوكبي